# 河西镇 (阜新市)
河西镇，是中华人民共和国辽宁省阜新市清河门区下辖的一个乡镇级行政单位。

## 行政区划
河西镇下辖以下地区：
河西村、东堡子村、三道壕村、后窑村、南街村、六台村、邢家屯村和芹菜沟村。